# 第70回全国高等学校サッカー選手権大会
第70回全国高等学校サッカー選手権大会（だい70かいぜんこくこうとうがっこうサッカーせんしゅけんたいかい）は、1992年1月に行われた、全国高等学校サッカー選手権大会である。

## 概要
- キャッチフレーズ ゴールしか見えない

### 日程
- 開会式　1月1日
- 1回戦　1月2日
- 2回戦　1月3日
- 3回戦　1月4日
- 準々決勝　1月6日
- 準決勝　　1月7日
- 決勝　1月8日

### 使用会場
- 国立霞ヶ丘競技場陸上競技場（準決勝・決勝）
- 千葉県総合運動場陸上競技場（1回戦～準々決勝）
- 埼玉県大宮公園サッカー場（1回戦～準々決勝）
- 駒沢オリンピック公園陸上競技場（1回戦～3回戦）
- 三ツ沢公園球技場（1回戦～3回戦）
- 西が丘サッカー場（1回戦～2回戦）
- 等々力陸上競技場（1回戦～2回戦）
- 習志野市秋津サッカー場（1回戦～2回戦）
- 浦和市駒場陸上競技場（1回戦～2回戦）

## 出場校
北海道・東北
- 北海道代表 室蘭大谷
- 青森県代表 青森山田
- 岩手県代表 盛岡市立
- 宮城県代表 仙台育英
- 秋田県代表 秋田商
- 山形県代表 山形中央
- 福島県代表 福島工

関東
- 茨城県代表 水戸商
- 栃木県代表 真岡
- 群馬県代表 前橋育英
- 埼玉県代表 武南
- 千葉県代表 市立船橋
- 東京都A代表 帝京
- 東京都B代表 堀越
- 神奈川県代表 桐蔭学園
- 山梨県代表 韮崎

北信越・東海
- 新潟県代表 新潟工
- 富山県代表 富山工
- 石川県代表 星稜
- 福井県代表 北陸
- 長野県代表 松本県ヶ丘
- 岐阜県代表 岐阜工
- 静岡県代表 清水市商
- 愛知県代表 中京
- 三重県代表 四日市中央工

近畿
- 滋賀県代表 水口
- 京都府代表 洛南
- 大阪府代表 北陽
- 兵庫県代表 滝川二
- 奈良県代表 大淀
- 和歌山県代表 新宮商

中国
- 鳥取県代表 米子工
- 島根県代表 大社
- 岡山県代表 倉敷工
- 広島県代表 広島工
- 山口県代表 山口

四国
- 徳島県代表 徳島市立
- 香川県代表 高松商
- 愛媛県代表 八幡浜工
- 高知県代表 高知農

九州
- 福岡県代表 福岡大大濠
- 佐賀県代表 佐賀商
- 長崎県代表 国見
- 熊本県代表 荒尾
- 大分県代表 大分工
- 宮崎県代表 鵬翔
- 鹿児島県代表 鹿児島実
- 沖縄県代表 与勝

## 試合

### 1回戦
- 桐蔭学園 1 - 0 鵬翔
- 仙台育英 4 - 0 与勝
- 秋田商 5 - 1 倉敷工
- 星稜 2 - 1 大分工
- 韮崎 0 - 1 四日市中央工
- 山形中央 3 - 3(PK4 - 3) 八幡浜工
- 堀越 2 - 2(PK4 - 3) 荒尾
- 水戸商 1 - 2 米子工

- 富山工 2 - 1 佐賀商
- 前橋育英 1 - 1(PK4 - 5) 新宮商
- 盛岡市立 1 - 4 徳島市立
- 北陸 0 - 6 北陽
- 帝京 2 - 1 滝川二
- 真岡 2 - 1 大社
- 清水市商 2 - 1 洛南
- 新潟工 1 - 1(PK2 - 4) 高知農

### 2回戦
- 国見 1 - 0 松本県ヶ丘
- 桐蔭学園 2 - 0 仙台育英
- 秋田商 1 - 2 星稜
- 青森山田 2 - 0 大淀
- 中京 4 - 1 広島工
- 四日市中央工 7 - 0 山形中央
- 堀越 1 - 0 米子工
- 水口 3 - 4 武南

- 福岡大大濠 0 - 4 室蘭大谷
- 富山工 1 - 4 新宮商
- 徳島市立 4 - 1 北陽
- 市立船橋 3 - 2 山口
- 岐阜工 3 - 0 高松商
- 帝京 2 - 1 真岡
- 清水市商 2 - 0 高知農
- 福島工 1 - 8 鹿児島実

### 3回戦
- 国見 1 - 1(PK3 - 0) 桐蔭学園
- 星稜 1 - 1(PK4 - 3) 青森山田
- 中京 1 - 1(PK4 - 5) 四日市中央工
- 堀越 0 - 5 武南

- 室蘭大谷 3 - 2 新宮商
- 徳島市立 0 - 1 市立船橋
- 岐阜工 2 - 3 帝京
- 清水市商 1 - 2 鹿児島実

### 準々決勝
- 国見 1 - 0 星稜
- 四日市中央工 2 - 1 武南

- 室蘭大谷 1 - 2 市立船橋
- 帝京 1 - 0 鹿児島実

### 準決勝
- 国見 0 - 0(PK4 - 5) 四日市中央工
- 市立船橋 1 - 2 帝京

### 決勝
- 四日市中央工 2 - 2(延長0 - 0) 帝京（両校優勝）

## 得点王
- 松波正信 (帝京) 7得点

## 主な出場選手
- 平野孝 (清水市商)
- 高田昌明 (市立船橋)
- 小倉隆史 (四日市中央工)
- 中西永輔 (四日市中央工)
- 前園真聖 (鹿児島実)
- 城彰二 (鹿児島実)